# Komora inhalacyjna

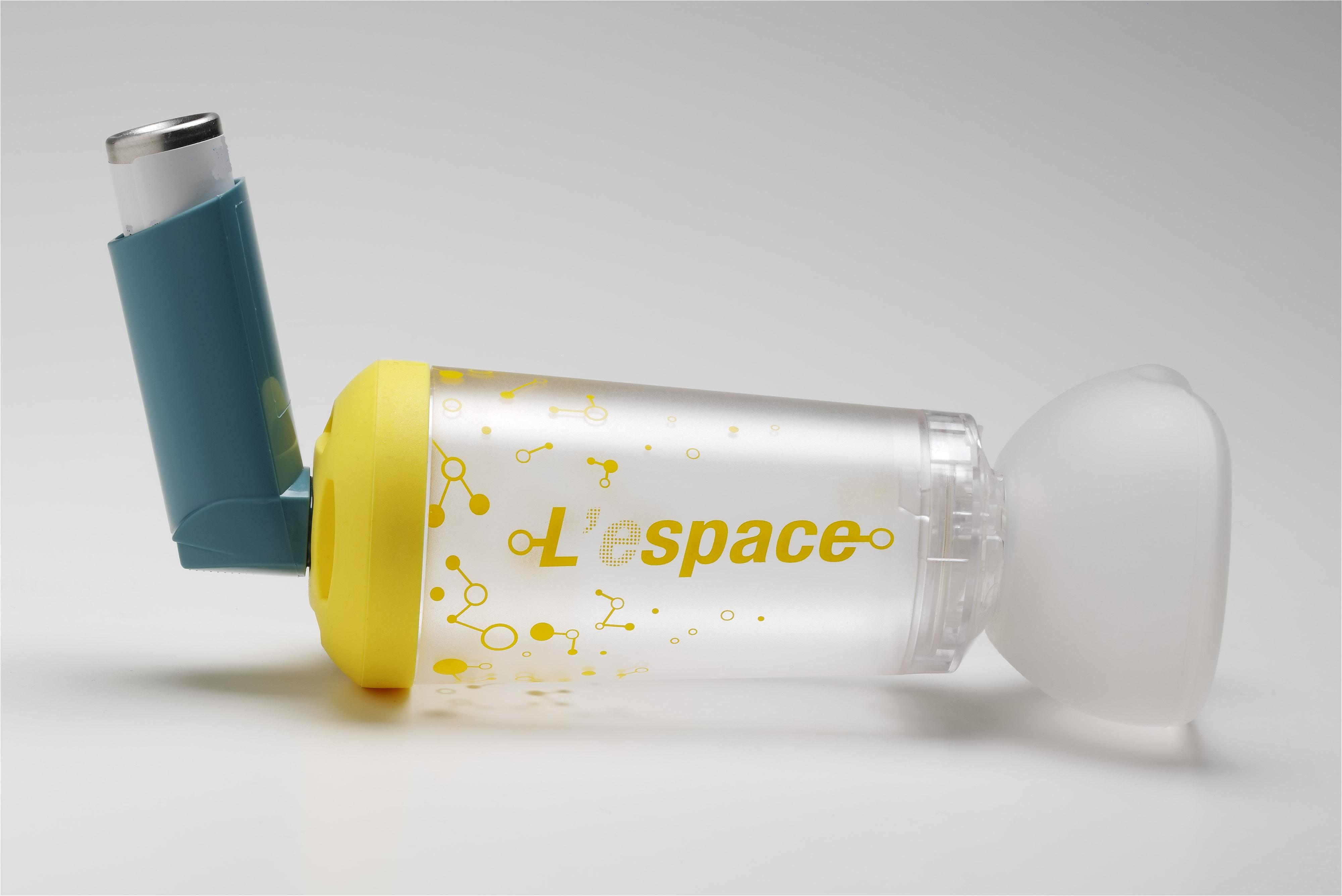
Komora inhalacyjna wstawiona pomiędzy inhalatorem a maseczką na twarz.

Komora inhalacyjna (ang. spacer, inhalation chamber, holding chamber) – zbiornik umieszczany pomiędzy ustami pacjenta a inhalatorem, w którym większe krople aerozolu leczniczego mogą wyparować, co zwiększa ilość substancji czynnej wchłanianej przez dolne drogi oddechowe (która zamiast tego mogłaby się osadzać w jamie ustnej i gardle). Komora zwiększa wchłanianie beta2-mimetyków, kortykosteroidów i innych leków przeciwastmatycznych; stosowana jest najczęściej wśród osób mających trudność ze skoordynowaniem wdechu wraz z użyciem inhalatora oraz wśród dzieci poniżej 6 roku życia.

## Sposób użycia
Komora inhalacyjna jest przyrządem do wielokrotnego użytku. Można nabyć ją m.in. w aptekach, bez recepty. Sam lek kupuje się oddzielnie.